# The Ultimate Sin
The Ultimate Sin —en español: El pecado definitivo—es el cuarto álbum de estudio de Ozzy Osbourne. Fue lanzado al mercado el 24 de enero de 1986 en Estados Unidos y el 10 de febrero de 1986 en Reino Unido y remasterizado el 22 de agosto de 1995. Fue certificado doble platino en Estados Unidos el 26 de octubre de 1994.
Al igual que en su anterior disco, Bark at the Moon, el guitarrista es Jake E. Lee, proveniente de las bandas Ratt y Rough Cutt. El bajista fue Phil Soussan, quien coescribió el exitoso sencillo "Shot in the Dark". Fue el primer disco de Osbourne donde participó el batería Randy Castillo, que moriría de cáncer años después. Las letras fueron escritas en su mayoría por el bajista Bob Daisley, quien abandonó la grabación debido a un desacuerdo con Osbourne, quien prefirió contratar a Soussan. La portada del disco es obra del pintor peruano de arte fantástico Boris Vallejo.
En abril de 2002, el disco fue borrado del catálogo de Ozzy, por lo que ya no se encuentra disponible a la venta. Se ha especulado que esta medida se tomó debido a problemas legales entre Osbourne y Soussan por los derechos de autor de la canción "Shot in the Dark".

## Composición y grabación
The Ultimate Sin es el primer y único álbum de Osbourne que presenta al bajista Phil Soussan, quien coescribió el sencillo "Shot in the Dark". El baterista Randy Castillo, quien previamente había tocado en la banda de Lita Ford, también hizo su debut discográfico con Osbourne.
Al regresar de la clínica Betty Ford en 1985, donde había recibido tratamiento por abuso de sustancias, Osbourne recibió una cantidad sustancial de música escrita por el guitarrista Jake E. Lee. Después de haber sido estafado por su escritura y emitir reclamos por el álbum anterior de Osbourne, Bark at the Moon de 1983, en esta ocasión Lee se negó a contribuir en la composición hasta que tuvo un contrato frente a él garantizando su crédito de escritura y derechos de publicación. Gran parte de esta música sería la base del álbum. Las letras fueron en gran parte escritas por el bajista y letrista de Osbourne, Bob Daisley. Daisley dejó la banda antes de la grabación del álbum después de tener un desacuerdo con Osbourne, lo que provocó la contratación de Soussan como su reemplazo. Daisley no fue acreditado por sus contribuciones de composición en la impresión inicial de 1986 del álbum, aunque esto se corrigió en impresiones posteriores.
El futuro baterista de Y&T y Megadeth, Jimmy DeGrasso, trabajó con Lee y Daisley en demos para el álbum, pero esta versión de la banda se vino abajo debido al compromiso de Osbourne con el concierto de reunión de Black Sabbath en 1985 en el festival Live Aid; Castillo y Soussan finalmente reemplazaron a DeGrasso y Daisley una vez que comenzó la grabación.
El título del álbum inicialmente fue "Killer of Giants", igual que la canción del mismo nombre contenida en el mismo. Osbourne optó por cambiar el título a The Ultimate Sin en el último minuto. El 1 de abril de 1986, una presentación en vivo promocionando el álbum en Kansas City, Misuri, fue filmada y lanzada ese mismo año como el video casero The Ultimate Ozzy. En 1987, después de que concluyeron las diversas giras en soporte del álbum, el guitarrista Jake Lee fue despedido inesperadamente a través de un telegrama de la esposa y mánager de Osbourne, Sharon. La justificación específica para el despido de Lee sigue siendo desconocida. El bajista Phil Soussan también se fue, ya que Bob Daisley una vez más regresó a la banda.

## Recepción
Al momento de su publicación, The Ultimate Sin fue el álbum de Ozzy con mayor rendimiento en las listas de éxitos, debido principalmente al auge del heavy metal en ese momento. La RIAA le dio el certificado de platino el 14 de mayo de 1986, poco tiempo después de su publicación. En octubre de 1994 recibió la certificación de doble platino. El álbum vendió más de 2 000 000 de copias a nivel mundial. En el Reino Unido fue el último trabajo de Ozzy que recibió el certificado de disco de plata  (60 000 unidades vendidas) en abril de 1986.
Por otro lado, el disco ha sido criticado por algunos y el escritor de las letras, Bob Daisley dijo que le parecía el peor trabajo de estudio de la carrera de Osbourne y que estaba feliz de no haber participado en la grabación.
El propio Ozzy Osbourne también ha dicho que le parece el disco que más odia de su discografía, aunque en general muchos fans recibieron bien el álbum, siendo que canciones como “Shot in the Dark” o “The Ultimate Sin” son a menudo citadas como dos grandes éxitos de Ozzy.

## Controversia
A pesar de su éxito inicial, The Ultimate Sin ha sido eliminado del catálogo de Osbourne y no fue reeditado ni remasterizado junto con el resto de los álbumes de Osbourne en 2002 (al igual que Just Say Ozzy y Live & Loud). Corrieron rumores de que la continua lucha legal entre Osbourne y el bajista y compositor Phil Soussan sobre la canción de Soussan, "Shot in the Dark", fue la responsable de que el álbum no se volviera a emitir. Sin embargo, dichos informes carecen de fundamento, ya que el único proceso legal conocido entre ellos fue sobre un problema contable que se resolvió a principios de los años 1990. La única versión de CD disponible de The Ultimate Sin es la versión remasterizada de 1995.

## Lista de canciones
- Todas las canciones compuestas por Ozzy Osbourne, Jake E. Lee y Bob Daisley, excepto donde se indique lo contrario.

1. "The Ultimate Sin" - 3:45
2. "Secret Loser" - 4:08
3. "Never Know Why" - 4:27
4. "Thank God for the Bomb" - 4:53
5. "Never" - 4:17
6. "Lightning Strikes" - 5:16
7. "Killer of Giants" - 5:41
8. "Fool Like You" - 5:18
9. "Shot in the Dark" (Osbourne, Phil Soussan) - 4:16

## Créditos
- Ozzy Osbourne – voz[7]
- Jake E. Lee – guitarra[7]
- Phil Soussan – bajo[7]
- Randy Castillo – batería[7]

### Músicos adicionales
- Michael Moran – teclados[8]

### Producción
- Producido por Ron Nevison[7]
- Ingenieros adicionales – Martin White, Richard Moakes[7]
- Remasterizado por Brian Lee y Bob Ludwig (edición de 1995)[7]

## Listas de éxitos

### Álbum
| Año  | Lista                   | Posición |
| ---- | ----------------------- | -------- |
| 1986 | Suecia                  | 4        |
| 1986 | Billboard 200 (EE. UU.) | 6        |
| 1986 | Noruega                 | 6        |
| 1986 | UK Albums Chart         | 8        |
| 1986 | RPM100 Albums (Canadá)  | 19       |
| 1986 | Nueva Zelanda           | 21       |
| 1986 | Alemania                | 31       |
| 1986 | Holanda                 | 38       |

### Sencillos
| Año  | Sencillo           | Lista                       | Posición |
| ---- | ------------------ | --------------------------- | -------- |
| 1986 | "Shot in the Dark" | UK Singles Chart            | 20       |
| 1986 | "Shot in the Dark" | Mainstream Rock (EE. UU.)   | 10       |
| 1986 | "Shot in the Dark" | Billboard Hot 100 (EE. UU.) | 68       |
| 1986 | "The Ultimate Sin" | UK Singles Chart            | 72       |